# Premi Ferran Canyameres de novel·la
El Premi Ferran Canyameres de novel·la és un premi literari que premia obres originals escrites en llengua catalana del gènere policíac, d'intriga o misteri. És el premi de novel·la d'intriga més antic del país. La dotació econòmica per al guanyador del premi és de 5.500 euros, i l'obra és publicada per Pagès Editors. L'atorgament i el lliurament dels premis, la «Nit del Misteri», es fa coincidir amb l'inici de l'estiu i es produeix durant un acte literari que té lloc al Teatre Principal de Terrassa.

## Llista de premiats
| Edició | Any  | Obra guanyadora                                | Autor                  |
| ------ | ---- | ---------------------------------------------- | ---------------------- |
| 1a     | 1990 | Diana Caçadora                                 | Josep Gòrriz           |
| 2a     | 1991 | No hi ha edició (premi bianual)                |                        |
| 3a     | 1992 | On és la filla del vent?                       | Roland Sierra          |
| 4a     | 1993 | No hi ha edició (premi bianual)                |                        |
| 3a     | 1994 | Paolo Tempi                                    | Roser Barrufet         |
| 4a     | 1995 | Qui ets Marina?                                | Estrella Ramon         |
| 5a     | 1996 | Parella de Dames                               | Núria Pradas           |
| 6a     | 1997 | Anaïrda                                        | Guillem Rosselló       |
| 7a     | 1998 | L'Emacé                                        | Sergi Sanjoan          |
| 8a     | 1999 | El nàufrag impossible                          | Josep Fontdecaba       |
| 9a     | 2000 | H. Bass. Un passat ocult                       | Jaume Copons           |
| 10a    | 2001 | Bots i barrals                                 | David Yeste            |
| 11a    | 2002 | Desert                                         |                        |
| 12a    | 2003 | Qui va denunciar en Joan Gràcia?               | Sergi Santjoan         |
| 13a    | 2004 | Joc net                                        | Òscar Vilarroya        |
| 14a    | 2005 | Mosques                                        | Jordi Cervera          |
| 15a    | 2006 | Mort a Madrid                                  | Miquel Vicens          |
| 16a    | 2007 | Els jardiners d'Alfàbia                        | Guillem Rosselló       |
| 17a    | 2008 | La Mirora mata els dimarts                     | Josep Torrent          |
| 18a    | 2009 | Abans del silenci                              | Agustí Vehí            |
| 19a    | 2010 | Detalls culinaris                              | Josep Torrent          |
| 20a    | 2011 | Miracles perversos                             | Carme Torras           |
| 21a    | 2012 | El cas Rensenbrink                             | Lluís Vilarrasa        |
| 22a    | 2013 | El professor de Coïmbra                        | Francesc Planas        |
| 23a    | 2014 | Desert                                         |                        |
| 24a    | 2015 | Pacte de silenci                               | Llorenç Capdevila      |
| 25a    | 2016 | Tros                                           | Rafael Vallbona        |
| 26a    | 2017 | El Clan de Sa Ràpita. (Cavar la pròpia tomba)  | Montserrat Espallargas |
| 27a    | 2018 | Desert                                         |                        |
| 28a    | 2019 | La soledat del llebrer                         | Manel Aljama           |
| 29a    | 2020 | El dia que Josep Pla va bufetejar Adolf Hitler | Francesc Puigpelat     |
| 30a    | 2021 | La drecera de Caïm (L’ossari)                  | Sílvia Mayans Gómez    |
| 31a    | 2022 | Malabèstia                                     | Raquel Gámez Serrano   |
| 32a    | 2023 | Soldats Abandonats                             | Gavino Balata i Regan  |
| 33a    | 2024 | Travessa el buit                               | Andreu Grau Fontanals  |